# Biển Động
Biển Động là một xã thuộc tỉnh Bắc Ninh, Việt Nam.

## Địa lý
Xã Biển Động có vị trí địa lý:
- Phía đông giáp các xã Đại Sơn và Yên Định
- Phía tây giáp xã Lục Ngạn
- Phía nam giáp xã Đèo Gia
- Phía bắc giáp xã Biên Sơn.

Xã Biển Động có diện tích 57,70 km², dân số 17.198 người, mật độ dân số đạt 298 người/km².

### Điều kiện tự nhiên
Xã Biển Động có địa hình đồi và núi xen lẫn. Có nguồn nước dồi dào từ sông Thảo, Đập Đồng Man, Đập Bé Ngẫn, Hồ Sen,...
Cánh đồng Biển Động là một trang những cánh đồng đẹp, trải dài dọc theo trục đường 31 từ Bắc Giang sang Quảng Ninh.

### Dân cư
Người Kinh chiếm hơn đa số, còn lại là các dân tộc khác như Sán Dìu, Tày, Nùng, Cao Lan,...

## Hành chính
Thị trấn Biển Động được chia thành 9 tổ dân phố: Ba Lều, Biển Dưới, Biển Giữa, Biển Trên, Đồng Man, Khuyên Quéo, Phố Biển, Thảo, Thùng Thình.

## Lịch sử
Năm 1909, tổng Biển Động thuộc châu Sơn Động mới thành thành lập.
Năm 1927, tổng Biển Động có 10 xã: Biển Động, Biển Động Phố, Cẩm Đàn, Chiên Sơn, Giáo Liêm, Huân Vy, Phúc Thắng, Quế Sơn, Thảo Nhàn, Xa Lý.
Trước năm 1945, xã Biển Động và phố Biển thuộc tổng Biển Động.
Sau năm 1945, thành lập xã Biển Động trên cơ sở 8 thôn.
Ngày 27 tháng 10 năm 1962, Quốc hội ban hành Nghị quyết về việc thành lập tỉnh Hà Bắc trên cơ sở tỉnh Bắc Giang và tỉnh Bắc Ninh. Khi đó, xã Biển Động thuộc huyện Lục Ngạn, tỉnh Hà Bắc.
Ngày 30 tháng 1 năm 1985, Hội đồng Bộ trưởng ban hành Quyết định số 21-HĐBT về việc:
- Sáp nhập xóm Đồng Láy của xã Kim Sơn mới giải thể vào xã Biển Động.
- Sáp nhập toàn bộ diện tích còn lại của xã Kim Sơn mới giải thể vào Trường bắn TB1.[7]

Ngày 19 tháng 10 năm 1993, Chính phủ ban hành Nghị định số 71-CP về việc thành lập xã Kim Sơn trên cơ sở 1.237 ha diện tích tự nhiên và 740 nhân khẩu của xã Biển Động và phần diện tích do Trung tâm TB1 bàn giao lại.
Xã Biển Động còn lại 1.851 ha diện tích tự nhiên và 5.764 nhân khẩu.
Ngày 6 tháng 11 năm 1996, Quốc hội ban hành Nghị quyết về việc chia tỉnh Hà Bắc thành tỉnh Bắc Giang và tỉnh Bắc Ninh. Khi đó, xã Biển Động thuộc huyện Lục Ngạn, tỉnh Bắc Giang.
Ngày 14 tháng 7 năm 2023, UBND tỉnh Bắc Giang ban hành Quyết định số 1011/QĐ-UBND về việc công nhận xã Biển Động đạt tiêu chuẩn đô thị loại V.
Tính đến ngày 31 tháng 12 năm 2023, xã Biển Động có 18,65 km2 diện tích tự nhiên, quy mô dân số là 9.334 người, mật độ dân số đạt 503 người/km² và 9 thôn: Ba Lều, Biển Dưới, Biển Giữa, Biển Trên, Đồng Man, Khuyên Quéo, Phố Biển, Thảo, Thùng Thình.
Ngày 28 tháng 9 năm 2024, Ủy ban Thường vụ Quốc hội ban hành Nghị quyết số 1191/NQ-UBTVQH15 về việc sắp xếp đơn vị hành chính cấp huyện, cấp xã của tỉnh Bắc Giang giai đoạn 2023 – 2025 (nghị quyết có hiệu lực từ ngày 1 tháng 1 năm 2025). Theo đó, thành lập thị trấn Biển Động trên cơ sở toàn bộ 18,65 km² diện tích tự nhiên và quy mô dân số là 9.334 người của xã Biển Động.
Ngày 16 tháng 6 năm 2025, Ủy ban Thường vụ Quốc hội ban hành Nghị quyết số 1658/NQ-UBTVQH15 của UBTVQH về việc sắp xếp các đơn vị hành chính cấp xã của tỉnh Bắc Ninh năm 2025. Theo đó, sắp xếp toàn bộ diện tích tự nhiên, quy mô dân số của thị trấn Biển Động, xã Kim Sơn và xã Phú Nhuận thành xã mới có tên gọi là xã Biển Động.

## Kinh tế
- Kinh tế tập trung vào ngành nông nghiệp với thế mạnh là trồng cây ăn quả, điển hình là: vải thiều, nhãn, hồng, na,...
- Thị trấn cũng có tiềm năng du lịch sinh thái: miệt vườn.

## Văn hóa
- Ngoài ra, có danh lam thắng cảnh như đền Biển Động với lễ hội được tổ chức vào mùng 9 tháng giêng Âm lịch.